# Isabellskinn
Isabellskinn (Botryohypochnus isabellinus) är en svampart som först beskrevs av Elias Fries, och fick sitt nu gällande namn av J. Erikss. 1958. Botryohypochnus isabellinus ingår i släktet Botryohypochnus och familjen Botryobasidiaceae.   Inga underarter finns listade i Catalogue of Life.
I den svenska databasen Dyntaxa används istället namnet Botryobasidium isabellinus för samma taxon.  Arten är reproducerande i Sverige.